# Jedediah Smith
Jedediah Strong Smith (* vermutlich 24. Juni 1798 in Bainbridge, Chenango County, New York; † 27. Mai 1831 am Cimarron River, südlich von Ulysses, Kansas, auf der Reise zwischen St. Louis und Santa Fe) war ein amerikanischer Trapper, Entdecker und Pelzhändler, der als einer der bedeutendsten Mountain Men des amerikanischen Westens gilt. Er erkundete als erster Weißer den Landweg von den Rocky Mountains durch die Mojave-Wüste nach Kalifornien und war auch der erste Weiße, der die Berge der kalifornischen Küstenkette durchquerte und von Süden her Oregon erreichte.

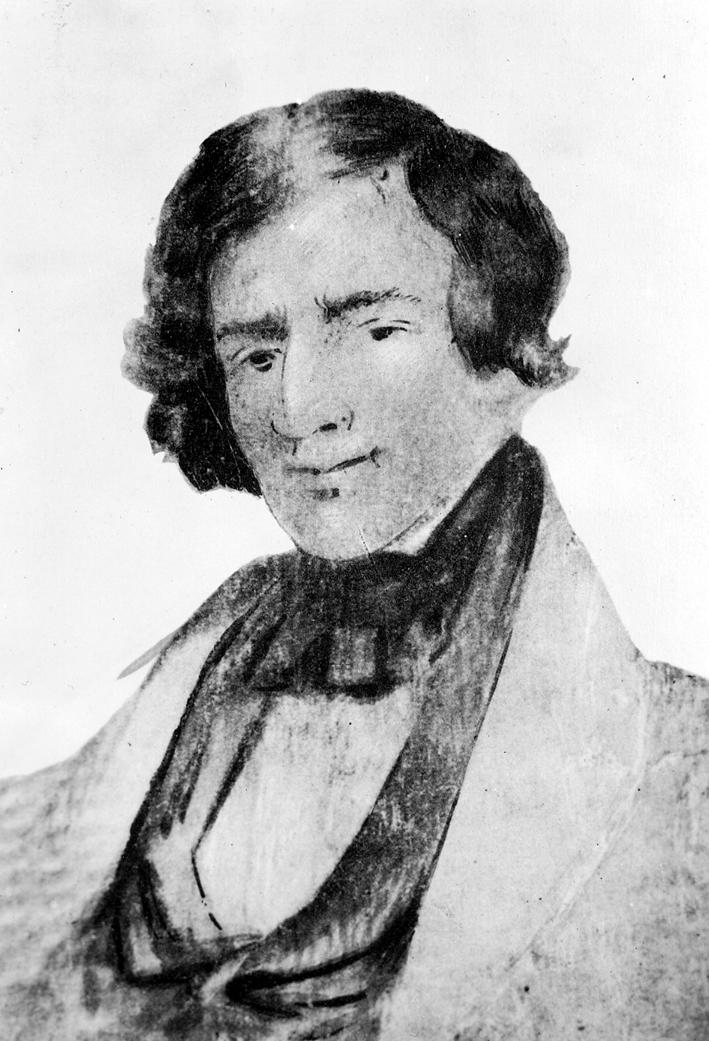
Jedediah Smith
(Einzige zeitgenössische Abbildung, gezeichnet von einem Freund aus dem Gedächtnis, wenige Jahre nach Smiths Tod)

## Herkunft und Privates
Anders als die meisten Pioniere des amerikanischen Westens war Jedediah Smith kein Einwanderer der ersten oder zweiten Generation aus Europa, sondern stammte aus einer Familie früher Siedler. Sein Vater, der den gleichen Namen trug, stammte aus New Hampshire und gehörte zu den ersten Familien, die Ende des 18. Jahrhunderts in das Tal des Mohawk Rivers im Bundesstaat New York gezogen waren. Jedediah Strong Smith, der Sohn, kannte die genauen Umstände seiner Geburt selbst nicht. Spätere Biographen ermittelten den 24. Juni 1798, andere Quellen deuten auf das Jahr 1799, vielleicht am 6. Januar 1799 und die Region Chenango Valley beziehungsweise den Ort Jericho, heute Bainbridge, New York. Jedediah war eines von 14 Kindern. Er fühlte sich lebenslang für seine Familie verantwortlich und stand mit ihr in enger Beziehung.
Die Smiths zogen kurz nach Jedediahs Geburt weiter nach Erie, Pennsylvania, wo der Junge aufwuchs. Neben der Grundschule bekam er von Titus G. V. Simons, einem Arzt aus der Nachbarschaft, die Grundzüge einer englischen Erziehung und sogar ein paar Bruchstücke der lateinischen Sprache vermittelt. Smith blieb Simons zeitlebens verbunden, nicht zuletzt weil einer seiner Brüder später die Tochter des Arztes heiratete. In einem seiner letzten Briefe machte Jedediah Smith testamentarische Verfügungen und bedachte Simons direkt nach seinen Eltern.
Als die Familie später weiter nach Ashtabula, Ohio, zog, arbeitete der Jugendliche als Kaufmannsgehilfe auf Schiffen der Großen Seen und der Flüsse des amerikanischen Mittleren Westens. Ein von ihm im Alter von 14 Jahren ausgestellter und erhaltener Frachtbrief für eine Schiffsladung auf dem Eriesee zeigt, dass er schon sehr früh eine Vertrauensposition erlangte. Hier lernte er Händler der französischen Pelzhandelsgesellschaften kennen, die zwischen der Zentrale in Montreal und den Indianergebieten des Westens pendelten. Sie sprachen seinen Sinn für Abenteuer genauso an, wie sie ihm ein Vorbild für finanziellen Erfolg boten. Diese Zeit gilt als Wurzel seines Interesses am Pelzhandel und der Erkundung des Westens. Als junger Erwachsener trat Smith einer methodistischen Kirche bei und wurde, auch hier abweichend von den meisten Kollegen, von Zeitzeugen und Biographen als überzeugter Christ geschildert.
Ab 1822, als er in St. Louis in die Dienste von William Henry Ashley und Andrew Henry für deren Pelzhandelsunternehmen Ashley & Henry (die spätere Rocky Mountain Fur Company) trat, ist sein Leben genauer belegt.

## Im Dienst von Ashley und Henry
St. Louis war zu dieser Zeit die westlichste Stadt der Vereinigten Staaten und galt als Rand der „Zivilisation“. Die Great Plains genannten Prärien jenseits des Mississippi waren weitgehend weglos, die Flüsse die einzigen erkundeten Verkehrswege. Alle westlichen Zuflüsse des Mississippis kamen aus den Rocky Mountains. Während die nördlichen Teile der Rockies auf kanadischem Gebiet von englischen Pelzjägern der Hudson’s Bay Company vergleichsweise gut erforscht waren, waren die Rocky Mountains südlich der (späteren) kanadischen Grenze kaum bekannt, und nur kleine Gruppen von Trappern jagten am oberen Missouri River.
Die Pelzhändler William Ashley und Andrew Henry aus St. Louis wollten als erste die Jagd in den Bergen groß aufziehen und ihre lokalen Rivalen von der Missouri Fur Company überflügeln. Dazu setzten sie in die Zeitungen folgende Anzeige:
„AN unternehmungslustige junge Männer: Der Unterzeichnende wünscht EINHUNDERT MÄNNER, die zur Quelle des Missouri River hinaufsteigen und dort für ein, zwei oder drei Jahre beschäftigt werden.“

Veröffentlicht im Missouri Republican und anderen Zeitungen im Februar und März 1822
Nahezu alle Männer, die in den nächsten Jahrzehnten das Bild des Trappers und Pelzhändlers prägen sollten – fast alle Mountain Men, die zu Symbolfiguren für die Frühzeit des Wilden Westens werden sollten – gehörten zu den Teilnehmern dieser Expedition oder ihren unmittelbaren Nachfolgern. Neben Jedediah Smith, jetzt 23 Jahre alt, unterschrieben Jim Bridger, James Clyman, Tom Fitzpatrick, Hugh Glass, Edward Rose, David Jackson und die Brüder William und Milton Sublette. Smith wurde als Jäger angestellt. Die Gruppe schiffte sich am 8. Mai mit zwei Kielbooten ein und fuhr den Missouri River aufwärts.

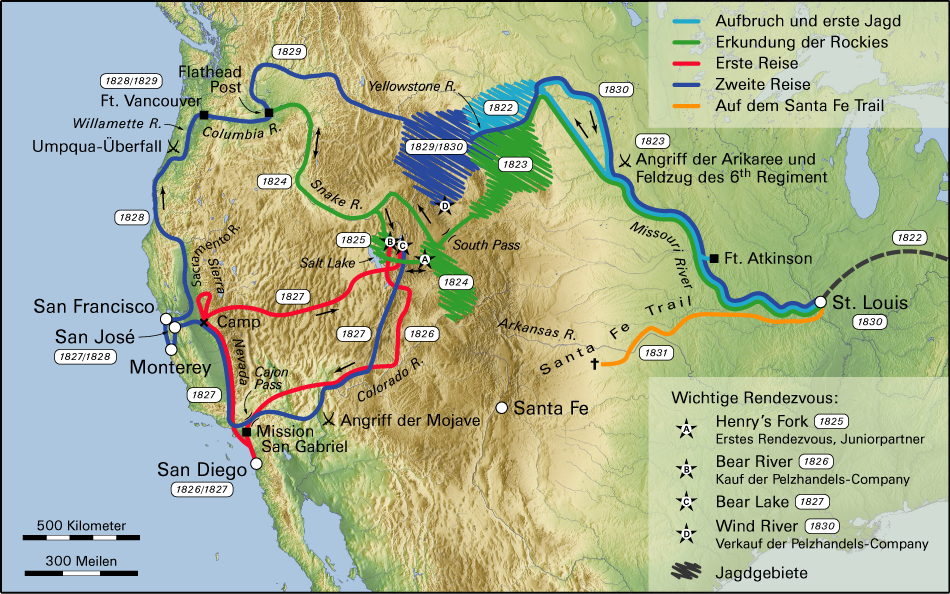
Die Reisen Jedediah Smiths im Westen der Vereinigten Staaten

Bei den Arikaree, an der Mündung des Grand River, teilte sich die Gruppe. Ein Teil unter der Leitung von Henry fuhr mit den Booten zur Mündung des Yellowstone Rivers, während der Rest mit Ashley bei den Indianern Pferde kaufte und auf dem Landweg die große Schleife des Missouri abkürzte. Smith ritt mit Ashley und blieb an der Mündung des Yellowstone Rivers, als Ashley mit den Fellen der letzten Saison nach St. Louis zurückkehrte. Von der Basis aus ging Smith mit Kollegen entlang des Yellowstone auf die Jagd. Den Winter 1822/23 verbrachte er in einem Außenposten nahe der Mündung des Musselshell Rivers.

### Kämpfe des Jahres 1823
Vermutlich war Smith derjenige Jäger, der im Frühling 1823 alleine den Missouri hinabfuhr, um Ashley um die Beschaffung weiterer Pferde zu bitten, nachdem Indianer vom Volk der Assiniboine ihnen die meisten Tiere gestohlen hatten, und er fuhr mit den planmäßigen Versorgungsbooten wieder flussaufwärts.
Am 3. Juni kam es zu einem Angriff der Arikaree auf die kleine Schar von Trappern und ihre Boote. In den Wochen zuvor hatte ein langjähriger Konflikt zwischen den Arikaree und den Lakota auf das ohnehin nie ganz spannungsfreie Verhältnis mit den Weißen übergegriffen, als Arikaree eine Gruppe Pelzhändler der Missouri Fur Company trafen, die zwei Lakota als Führer angeheuert hatten. Die Arikaree verlangten die Herausgabe ihrer Feinde, und als die Weißen sich weigerten, kam es zum Kampf, bei dem zwei Arikaree getötet wurden.
Ashley und die Trapper waren über den Vorfall informiert und trafen bei ihrem Weg im Gebiet der Arikaree und beim Kauf der Pferde besondere Sicherheitsmaßnahmen. Ihre Boote ankerten in der Mitte des Flusses und nur die letzte Nacht verbrachte ein Teil der Trapper bei den Pferden am Ufer. Trotz aller Vorsicht griffen die Arikaree in der ersten Morgendämmerung an und fügten den Weißen schon mit dem ersten Angriff schwere Verluste zu. Dreizehn Trapper waren tot, zehn oder elf ernsthaft verwundet und Jedediah Smith, der zu den Männern an Land gehört hatte, schwamm als letzter Überlebender zu den Booten hinaus und rettete dabei noch dem verletzten David Jackson das Leben.
Die Boote mit den Überlebenden zogen sich ein Stück flussabwärts zurück, die Schwerverletzten wurden unter der Leitung von Smith mit einem der Boote 450 Meilen nach Fort Atkinson und weiter nach St. Louis gebracht. Sie erreichten Fort Atkinson am 18. Juni und berichteten Colonel Leavenworth von den Ereignissen flussaufwärts. Nur wenige Stunden später traf ein Bote ein, der von einem weiteren Massaker der Arikaree an Jägern der Missouri Fur Company am Oberlauf des Yellowstone Rivers berichtete. Leavenworth und alle sechs Kompanien des Sixth Regiment der US-Armee, zusammen etwas über 250 Mann mit zwei kleinen Sechs-Pfünder-Kanonen und drei Kielbooten, brachen am 22. Juni auf. Mit ihnen zogen sechzig weiße Trapper, die von der Armee eine kleine 5,5-Zoll-Haubitze zur Verfügung gestellt bekamen. Ihnen schlossen sich noch etwas über 200 Krieger verschiedener Gruppen der Lakota an, um den Kampf der Weißen gegen das verfeindete Volk der Arikaree zu unterstützen. Jedediah Smith führte eine der beiden Gruppen, in die die Trapper geteilt worden waren. Der kleine Feldzug war die erste militärische Aktion der US-Armee gegen Indianer westlich des Mississippi.
Der Angriff am 10. August verlief enttäuschend, die Kanonen waren an den falschen Stellen platziert worden und konnten die Dörfer nicht erreichen. Ein Kavallerieangriff gegen die Palisaden des Dorfes blieb wirkungslos. Angebote der privaten Truppen und der Lakota, das kleine unterste Dorf anzugreifen, wurden zunächst von Leavenworth abgelehnt; später kam der Plan nicht mehr zu Stande, weil er von den Lakota nicht mehr unterstützt wurde. Diese zogen es vor, die Felder der Arikaree zu plündern und die Leichen ihrer Feinde von kleineren Gefechten an den Vortagen zu verstümmeln.
Am Abend desselben Tages kam es zu Verhandlungen. Die Delegationen einigten sich auf die Rückgabe aller Schusswaffen und sonstigen Güter, die die Arikaree als Bezahlung für die später erschlagenen Pferde erhalten hatten, und die freie Passage aller Weißen auf dem Fluss. Alle Seiten rauchten daraufhin die Friedenspfeife.
Verlierer waren die Lakota. Sie hatten gehofft, mit den Weißen den Arikaree eine vernichtende Niederlage zu bereiten und dabei in deren Dörfern reiche Beute zu machen. Für die Trapper war zwar erreicht worden, dass ihre Boote den Fluss befahren konnten, der Feldzug verfehlte aber völlig sein weiteres Ziel, die Indianer zu beeindrucken. Sowohl die Lakota als auch die Arikaree hielten die Weißen für schwach und griffen in den kommenden Jahren immer wieder Gruppen von Jägern in den Bergen an.
Smith zeichnete sich bei den Ereignissen jedoch so aus, dass er ab diesem Zeitpunkt dauerhaft zu einem Captain (Führer) der Trapper wurde. Im anschließenden Herbst zog er ins Gebiet der Absarokee (auch Crow genannt). Dort, westlich der Black Hills in der Nähe des Powder Rivers, wurde er von einem Grizzlybären angegriffen und am Brustkorb und am Kopf verletzt. Der Bär hatte Smiths Kopf ins Maul genommen und ihm von der linken Stirn, nahe dem Auge, bis zum rechten Ohr die Kopfhaut aufgerissen. Die Ohrmuschel war durch die Zähne mehrfach tief eingerissen und fast völlig abgetrennt. Ein Begleiter nähte sowohl die Kopfhaut als auch das Ohr wieder zusammen. Smith blieb die ganze Zeit bei Bewusstsein und konnte selbstständig zum Camp zurückreiten, wo er zehn Tage zur Erholung brauchte. Kein Bericht verzichtet darauf festzustellen, dass er fortan seine Haare lang trug, um das verstümmelte Ohr zu verdecken.

### Der South Pass

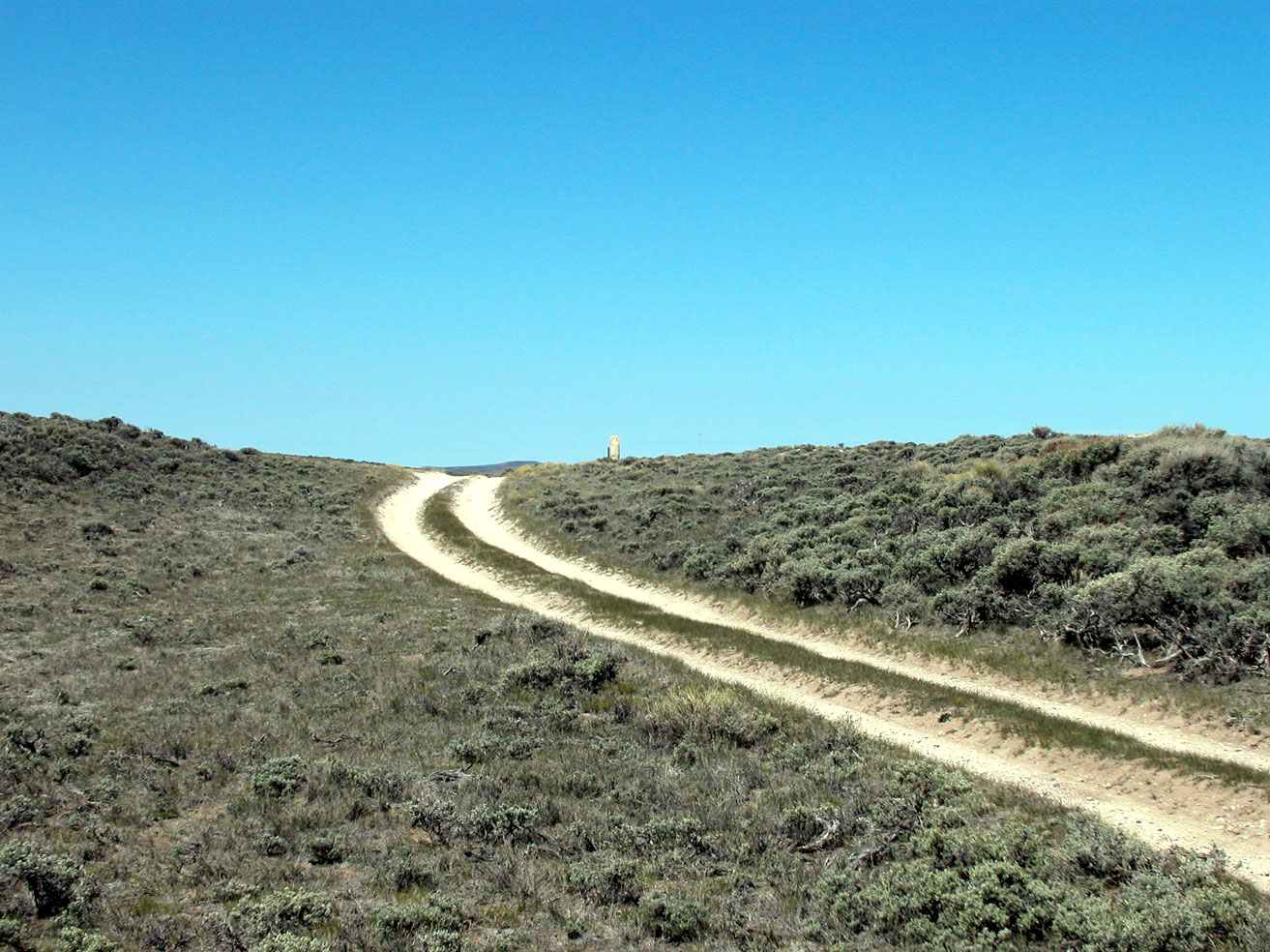
South Pass, der einfachste Übergang über die Rocky Mountains

Die Jagdtour ging weiter und die Männer trafen auf friedlich eingestellte Cheyenne und Absarokee, bei denen sie sich über Bibervorkommen in diesem Teil der Rocky Mountains erkundigten. Im Februar 1824 zogen sie auf Empfehlung der Indianer über den South Pass zum Oberlauf des Green Rivers und überquerten dabei die Kontinentale Wasserscheide nach Westen. Sie waren nicht die ersten Weißen, die diesen Weg nahmen: 1812 hatten sechs Mitglieder der American Fur Company den Pass bereits in Gegenrichtung überquert, aber da er zu weit abseits ihrer Jagdgebiete lag und sie ihn nicht nutzen konnten, wollten sie ihn vor Konkurrenten geheim halten. Ihr Bericht war bewusst so vage formuliert, dass Lage und Beschaffenheit des Passes unbekannt blieben. Smith entdeckte den Pass wieder und erkannte die Bedeutung dieses breiten und flachen Passes. Die Rocky Mountains waren nicht, wie 1806 von Lewis und Clark behauptet, ein nur zu Fuß und ohne Lasten passierbares Hindernis, sondern es gab einen relativ bequemen Weg in das unerforschte Land hinter den Bergen und letztlich zum Pazifischen Ozean.
Jenseits des Hauptkamms der Rocky Mountains lag das Oregon Country. Nach dem Britisch-Amerikanischen Krieg von 1812 war 1818 zwischen den Vereinigten Staaten und Großbritannien eine gemeinsame Nutzung vereinbart, doch bisher nutzten die Briten der Hudson’s Bay Company es fast alleine. Amerikaner waren nur auf Expeditionen und in kleinen Gruppen über die Berge vorgedrungen und hatten die Biberbestände den Briten überlassen.

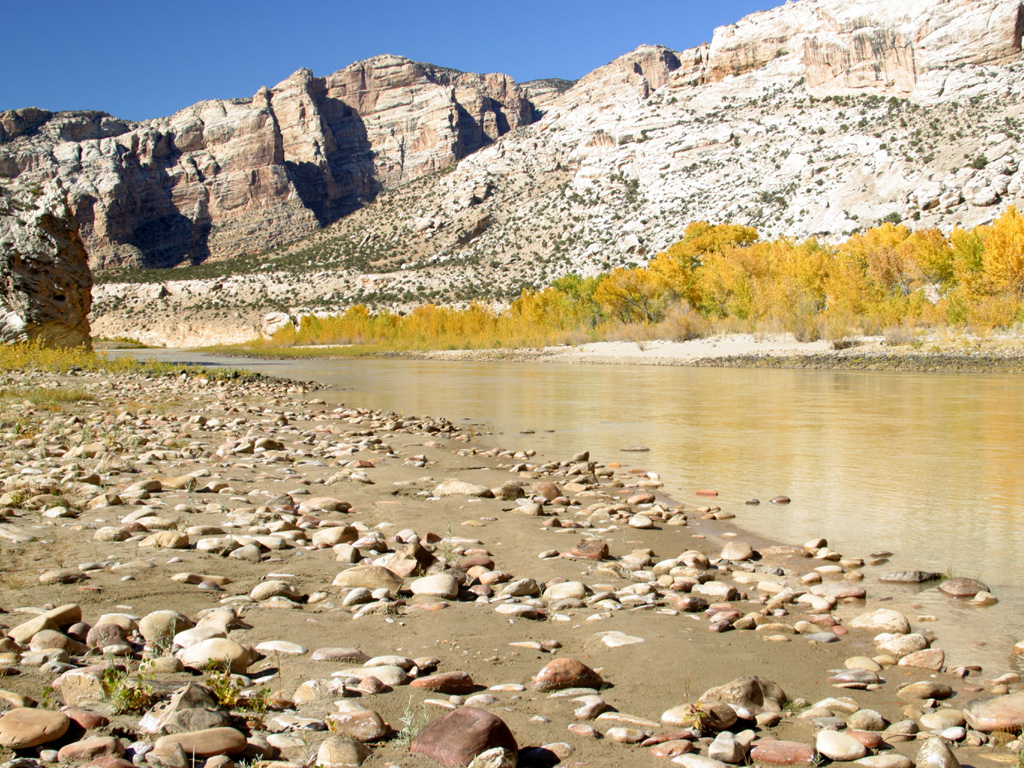
Green River, in Utah

Im Jahr 1824 waren alle berühmten Männer von Ashley & Henry am Green River tätig. Smith, Jackson, Clyman, Fitzpatrick, die Sublettes und Bridger fanden ergiebige Biberbestände vor und machten die Fänge ihres Lebens. Von den Indianern erwarben sie Kenntnisse über das Leben in der Wildnis und die Feinheiten der erfolgreichen Biberjagd. Im Juni trafen sie alle am Oberlauf des Sweetwater Rivers zusammen, holten Nachschub aus einem vergrabenen Lager und feierten die erfolgreiche Saison. Bei dem Treffen kam ihnen die Idee, daraus für das nächste Jahr eine Methode des Handels zu machen. Im Herbst zog Smith Richtung Nordwesten entlang dem Snake River an dessen Unterlauf und dessen Mündung in den Columbia River, traf mit Alexander Ross von der Hudson’s Bay Company zusammen und begleitete ihn zum Flathead Post, wo er Peter Skene Ogden kennenlernte. Von den beiden erfuhr Smith mehr über die Operationen der Engländer im Nordwesten.
Im Winter jagte Smith alleine in den von Jim Bridger kurz zuvor entdeckten Bibergebieten am Großen Salzsee und sammelte die für einen einzelnen Mann außergewöhnliche Zahl von 668 Pelzen. Zusammen erjagten die Männer des Unternehmens in dieser Saison Felle im Gewicht von über 9000 amerikanischen Pfund (etwa 4000 kg oder 6000 Pelze).

### Das Erste Rendezvous
Im Frühsommer 1825 rief Ashley alle seine Männer am Henrys Fork zusammen, einem der Nebenflüsse des Green Rivers. Beim ersten der jährlichen so genannten Rendezvous brachte der Leiter des Handelsunternehmens Vorräte für die nächste Saison in die Berge, versorgte seine Trapper mit Tauschgütern für den Handel mit den Indianern und nahm die Felle des vergangenen Jahres in Empfang, um sie nach St. Louis zu bringen. Es kamen nicht nur 91 Jäger des eigenen Unternehmens, sondern auch Trapper der englischen Hudson’s Bay Company, die vertragsbrüchig wurden und ihre Felle den Amerikanern anboten. Die Treffen entwickelten sich schnell zu großen Zusammenkünften, bei denen auch Indianer der näheren und weiteren Umgebung eintrafen und ihre Felle zum Tausch anboten. Sie wurden mit verdünntem Whiskey, Glasperlen und bunten Textilien „bezahlt“, und aus dieser Ausbeutung erwuchs der größte Gewinn. Außerdem wurden die Rendezvous zu orgienartigen Festen, die maßgeblichen Anteil an der Ausbreitung von Geschlechtskrankheiten, besonders der Syphilis, unter den Mountain Men und den Indianern hatten.
William Ashleys Partner Andrew Henry hatte sich im Laufe des Jahres 1824 aus dem anstrengenden und riskanten Geschäft zurückgezogen und Jedediah Smith war als Leiter der Jäger sein natürlicher Nachfolger. Am Ende des Rendezvous stieg er als Juniorpartner in das Geschäft ein und das Unternehmen hieß fortan Ashley & Smith.

## Selbständigkeit

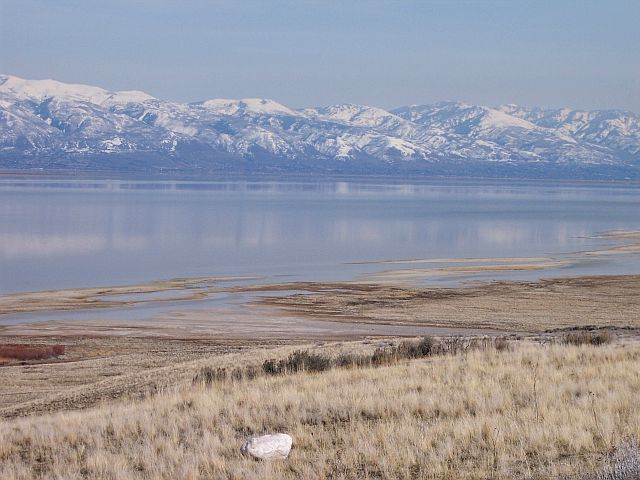
Der Große Salzsee vor der Wasatchkette

In der Saison 1825/26 verlegte Smith seine Jagd weiter nach Westen. Dort kam ihm vermutlich erstmals der Gedanke, das Geschäft von den Rocky Mountains hinaus in die Ebene und bis zum Pazifik auszudehnen. Im erhaltenen Entwurf eines wahrscheinlich nie abgeschickten Briefes spekuliert er bereits über die Möglichkeit, die Felle aus Gebieten westlich der Rocky Mountains künftig nicht mehr nach St. Louis zu transportieren, sondern den Handel ab einem Hafen an der zentralen Pazifikküste abzuwickeln.
Nach nur zwei Jahren mit der neuen Methode des Rendezvous hatte Ashley so viel Gewinn gemacht, dass auch er das Geschäft aufgeben wollte. Jedediah Smith blieb Partner und stockte seinen Anteil auf. Zusammen mit ihm übernahmen David Jackson und William Sublette auf dem Treffen im Sommer 1826 die Handelsgesellschaft, die sich ab jetzt Smith, Jackson & Sublette nannte. Der Kaufpreis wurde in der Presse mit 30.000 Dollar angegeben, zahlbar über fünf Jahre in bar oder Biberfellen zu fünf Dollar pro Stück. Ashley blieb ihnen jedoch verbunden und belieferte die Company weiterhin mit Vorräten und Tauschgütern. Er ging in der Folge wieder in die Politik und war von 1831 bis 1837 Abgeordneter des Staates Missouri im US-Repräsentantenhaus, engagierte sich besonders in Indianerfragen und starb 1838, kurz nach seinem Rückzug nach St. Louis.

## Die Expedition in den Südwesten 1826/27
Die neuen Gesellschafter teilten ihre Zuständigkeit auf: Sublette leitete das Büro in St. Louis und versorgte die Rendezvous, Jackson organisierte die Jagd in den Rocky Mountains und Smith war von den Gesellschaftern mit der Erkundung künftiger Jagdgebiete beauftragt worden. Im August brach er mit 14 Männern vom Stützpunkt am Bear River, einem Zufluss des Großen Salzsees aus den Wasatch Mountains, auf und zog über den Utah Lake in die Berge. Ab hier bewegte er sich in weitgehend unbekanntem Gelände; Smiths Bericht ist die erste Erwähnung der Berge, Flüsse und Indianervölker großer Teile des südlichen Utahs und der angrenzenden Gebiete.
Smith und seine Männer hielten sich in südwestlicher Richtung und querten östlich des Wasatchplateaus mehrere Zuflüsse des Green Rivers. Südlich des Plateaus stießen sie auf das Tal des Sevier Rivers, der aber in die „falsche Richtung“ – nach Nordosten – floss. Deshalb folgten sie ihm nur kurz aufwärts und erreichten das Escalante-Plateau, benannt nach einer spanischen Expedition aus dem Jahr 1776. Durch die Wüstengegend erreichten sie Ende September oder Anfang Oktober den Virgin River knapp unterhalb des heutigen Zion-Nationalparks und folgten ihm zum Colorado River. Hier zeigten ihnen Indianer eine Höhle mit dicken Salzablagerungen, eine wichtige Entdeckung für die Besiedelung der Region.
Im November 1826 trafen sie am Colorado auf Indianer vom Volk der Mohave und ließen sich nach monatelanger Reise von deren Gastfreundschaft, den reichen Vorräten an Mais, Bohnen und Kürbis, und laut Bericht auch nicht zuletzt den Frauen gerne für etwa einige Tage von ihrem Reiseziel ablenken.
Zwei Mohave boten sich an, Smith und seine Leute zur nächsten mexikanischen Siedlung an der Mission San Gabriel Arcángel zu führen. Dazu verließen sie den Fluss etwa an der Stelle, an der sich heute die Staatsgrenzen von Arizona, Nevada und Kalifornien berühren, und zogen direkt nach Westen in die Mojave-Wüste und über den Cajon Pass ins mexikanische California.

### Im mexikanischenCalifornia
So wurden Jedediah Smith und seine 14 Begleiter am 27. November 1826 die ersten Weißen, die vom Mississippi über den Missouri, die Rocky Mountains und durch die Wüsten des Südwestens Kalifornien und den Pazifischen Ozean erreichten.

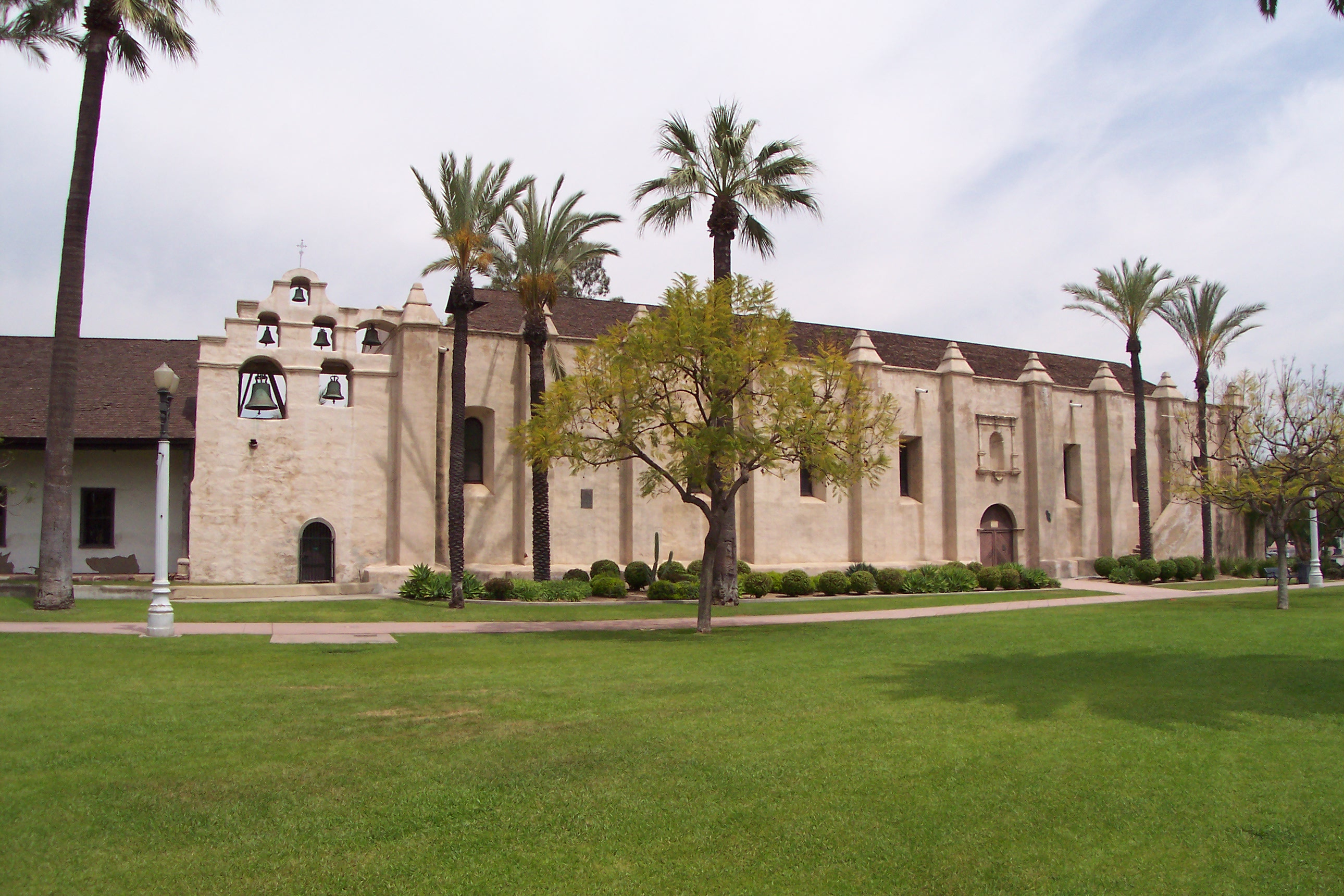
Die Mission San Gabriel in San Gabriel, Kalifornien

Von den Mönchen der Mission San Gabriel, aus der das heutige San Gabriel bei Los Angeles hervorging, wurden sie freundlich aufgenommen. Allerdings waren die beiden Comandantes der mexikanischen Armee gar nicht erfreut über die Amerikaner und stellten sie unter Arrest. Wie Zebulon Pike 1807 behandelten auch fast zwanzig Jahre später die mexikanischen Behörden die Eindringlinge als amerikanische Spione. Durch die Vermittlung eines amerikanischen Kapitäns aus Boston, dessen Handelsschiff zufällig zeitgleich mit ihnen eintraf, wurden Jedediah Smith, einer seiner Begleiter und der Kapitän William H. Cunningham nach San Diego zum Gouverneur Jose-Maria Echeandía eingeladen, der nach Verhandlungen und Rückfragen in Mexiko ihre Karten und Tagebücher beschlagnahmte und sie aufforderte, das Land sofort wieder zu verlassen. Die Bitte, Kalifornien nach Norden verlassen zu dürfen, um die dortigen Bibergebiete zu erkunden, wurde abgelehnt. Smith dürfe einkaufen, was er für die Reise benötige, habe aber das Land auf genau dem Weg zu verlassen, auf dem er gekommen war.
Die Amerikaner gehorchten nur zum Schein. Sobald sie die Hügel erreicht hatten, ritten sie nach Norden und verschwanden in der Wildnis der Sierra Nevada. In den Monaten Februar bis April erkundeten sie die Westflanke der Sierra, trafen auf freundliche und kaum bewaffnete Indianer und üppige Herden von Wapitis, Maultierhirschen und Gabelböcken, aber nur wenige Biber. Auf Höhe des American Rivers versuchten sie Anfang Mai die Sierra zu überqueren, doch in den Bergen war noch Winter und sie scheiterten im Schnee, als fünf Pferde verhungerten. Sie zogen sich in das Tal des etwas südlicher gelegenen Stanislaus Rivers zurück und errichteten ein dauerhaftes Camp nahe dem heutigen Oakdale.

### Rückweg durch die Wüste
Am 20. Mai versuchte Smith es mit nur zwei Begleitern, sechs Pferden und zwei Mulis voll bepackt mit Vorräten noch einmal und überquerte die Sierra Nevada in nur acht Tagen, wobei zwei der Pferde und ein Muli umkamen. Seine Route führte über den Ebbetts Pass, entlang dem Walker River und südlich am Walker Lake vorbei. Ein Tal mit etwa 1400 Einwohnern dort trägt heute den Namen Smith Valley. Jedediah Smith berichtete, dass auf den Bergen 4 bis 8 Fuß (1,20–2,40 m) Schnee gelegen hätten.
Östlich der Berge lag die völlig unbekannte Wüste des Großen Beckens. Ende Mai war sie bereits weitgehend ausgetrocknet und alles Wild hatte das Gebiet verlassen. Die Geländestruktur mit schroffen Felsrippen in Nord-Süd-Richtung machte eine Durchquerung nach Osten besonders schwierig. Zudem liegen auf der Route Sanddünen, in denen die Fortbewegung schwerfällt, und Abschnitte sind Salzwüste, in denen es noch weniger genießbares Trinkwasser gibt als anderswo. Smith und seine zwei Begleiter brauchten für rund 400 Kilometer zwanzig Tage, wovon sie mehrmals zwei Tage ohne Wasser wanderten. Die wenigen Indianer des Gebietes beschrieb Smith als die „Elendesten der Menschen, die weder Kleidung noch eine Nahrungsgrundlage haben, abgesehen von Grassamen und Heuschrecken“. Andererseits sollen die Paiute und Gosiute noch Generationen später von den drei halbtoten, weißen Männern erzählt haben, die aus dem Nichts der Salzwüste auftauchten, zu einer Quelle taumelten und ihre Köpfe ins Wasser steckten. Einen der beiden Begleiter mussten sie schließlich sterbend in der Wüste zurücklassen. Sie fanden aber wenige Meilen weiter eine Quelle, Smith lief mit einem Kessel voll Wasser zurück und fand den Mann noch lebend. Dank des Wassers erholte er sich so weit, dass er mit Smith die Quelle erreichte. Mit nur noch einem Pferd und einem Muli trafen die drei gerade rechtzeitig zum Rendezvous am Bear Lake ein, die anderen Lasttiere waren gestorben und hatten ihnen teilweise unterwegs als Nahrung gedient. In einem ausführlichen Brief an den Superintendenten William Clark vom Bureau of Indian Affairs beschrieb Smith seine Reise, die erkundeten Gebiete und deren Bewohner. Dieses Schreiben in den Archiven der US-Bundesregierung ist neben Smiths literarisch bearbeitetem Reisebericht die wichtigste Quelle über die Entdeckungen. Daneben sind fragmentarische Aufzeichnungen eines der in Kalifornien gebliebenen Männer, Harrison G. Rogers, und einige wenige Akten der Mexikaner erhalten.

## Die zweite Reise 1827/29
Unmittelbar nach dem Rendezvous brach Smith wieder auf. Diesmal bestand seine Reisegruppe aus 19 Männern und sie versuchten nicht wieder, die Wüste des Großen Beckens zu durchqueren, sondern umgingen sie im Süden entlang dem Colorado und durch die weniger lebensfeindliche Mojave-Wüste. Mitte August trafen sie wieder Mohave-Indianer, die sie im vorigen November freundlich aufgenommen hatten. Drei Tage lang blieben Smith und seine Leute bei ihnen und bauten Flöße, um den Colorado mit ihrer Ausrüstung zu überqueren. Keiner von ihnen wusste, dass inzwischen andere Pelzjäger, die vom mexikanischen Taos aus operierten und vermutlich zu Etienne Provost gehörten, in einem gewaltsamen Konflikt mit den Mohave zusammengetroffen waren und die Indianer Smith und seine Leute ebenfalls als Pelzjäger erkannten.
Während der Überfahrt, als einige der Männer schon am anderen Ufer waren, andere gerade auf dem Floß ruderten und nur wenige zurückgeblieben waren, griffen die Mohave ohne Vorwarnung an. Smith und neun Begleiter auf dem anderen Ufer überlebten, die anderen neun wurden getötet und große Teile der Ausrüstung gingen verloren. Die zehn ließen weitere Teile ihres Gepäcks zurück, da sie keine Pferde oder Mulis hatten, und machten sich zu Fuß auf. Als sie von den Mohave verfolgt wurden, verschanzten sie sich mit ihren gerade mal fünf Gewehren in einem Dickicht, töteten zwei der Indianer und verletzten einen weiteren. Die Mohave brachen die Verfolgung ab; Smith und seine Leute zogen zu Fuß in die Wüste. In neuneinhalb Tagen, oder Nächten, weil sie wegen der Hitze nur nachts wanderten, erreichten sie über den Cajon Pass wieder das Gebiet einer Ranch, die Smith schon aus dem Vorjahr kannte. Sie wurden freundlich aufgenommen und der Rancher schenkte ihnen Pferde und nötige Ausrüstung. Smith schrieb einen Brief an die Patres von San Gabriel und machte sich mit sieben Begleitern auf nach Norden zum Lager seiner Gefährten aus dem Vorjahr am Stanislaus River, wo sie am 18. September 1827 eintrafen, knapp vier Monate nachdem Smith das Camp verlassen hatte. Zwei Männer blieben freiwillig im Süden zurück.

### Wieder in Kalifornien
Inzwischen hatten die Mexikaner durch christianisierte Indianer erfahren, dass die Jäger im Frühling das Land nicht im Südosten verlassen hatten, sondern im Norden campierten. General Echeandía verlangte, dass sie entweder sofort nach Osten ausreisten oder sich in San José einzufinden hätten, wo sie unter Arrest gestellt würden. Als er erfuhr, dass der Anführer Smith nicht mehr im Lande wäre, nahm der Druck auf die Amerikaner ab, zumal sie in der völlig abgelegenen Region nur schwer zu erreichen waren.
Als Smith seine Leute wieder erreichte, ging er mit einigen Begleitern nach San Jose, um Vorräte einzukaufen, und wurde festgenommen. Ein Leutnant kam vom Presidio in San Francisco, um ihn zu dem Vorwurf zu vernehmen, die Amerikaner würden die Herrschaft Mexikos über das San Joaquin Valley bestreiten und dieses für die USA beanspruchen. Smith bestritt die Anschuldigung. Als Zeuge trat ein Indianer auf, der Alcalde bei der Mission San Jose war. Er hatte das Camp der Weißen besucht. Seine Zeugenaussage wurde von einem der Priester der Mission unterstützt.
Wieder setzen sich Kapitäne zweier Handelsschiffe für Smith ein, die zufällig in der Gegend waren, und Gouverneur Echeandía, der inzwischen in Monterey residierte, bestellte Smith und die Kapitäne zu sich. Der Gouverneur gab ihm nur die unbedingt nötige Frist, um sich und seine Leute mit Ausrüstung und Vorräten zu versehen, und verlangte die unverzügliche Abreise in nördlicher Richtung, keinesfalls über das Meer, und auch nicht nach Osten in die mexikanisch beanspruchte Region südlich des 42. Breitengrades. Smith unterzeichnete am 15. November 1827 eine Haftungserklärung, in der er sich zu einer Strafe von 30.000 Dollar verpflichtete, wenn er die Vereinbarung nicht einhalten würde.
Das Camp am Stanislaus River wurde abgebrochen und Smith aus Monterey sowie die Männer aus der Wildnis trafen sich in San Francisco. In der Stadt konnten sie ihre Biberfelle für fast 4000 Dollar verkaufen und erlangten damit großzügige Mittel für ihre Ausrüstung. Dank der guten finanziellen Ausstattung und weil er die Schwierigkeiten seiner Reiseroute unterschätzte, entschloss sich Smith, in den spekulativen Handel mit Reit- und Lasttieren einzusteigen. Zu den 65 Tieren, die die Männer und ihre Ausrüstung tragen sollten, kaufte er weitere 250 Pferde und Mulis für je 10 Dollar, von denen er hoffte, sie in die Rocky Mountains zu bringen und dort den Pelzjägern für 50 Dollar verkaufen zu können.
Inzwischen war auch einer der beiden Männer zu ihnen gestoßen, die im September in Südkalifornien geblieben waren. Ebenfalls schloss sich ihnen ein junger Engländer an, der zufällig in der Region war. Am 30. Dezember brachen die Jäger schließlich auf, wieder in fast völlig unbekanntes Gebiet.

### Der Zug nach Norden
Über ihre Pläne gibt es unterschiedliche Theorien. Am wahrscheinlichsten ist, dass sie vorhatten, entlang dem Sacramento River zu dessen unerforschtem Oberlauf und von dort zur Pazifik-Küste vorzustoßen, sich die Küste nach Norden hoch zu arbeiten und auf den ihnen bekannten Willamette River zu stoßen, der sie zum Columbia River und den dortigen Pelzhandelsstützpunkten führen würde. Andere Thesen gehen davon aus, dass Smith hoffte, den legendären Buenaventura River zu finden, einen sagenhaften Fluss, der von den Rocky Mountains direkt nach Westen zum Pazifik fließen und irgendwo nördlich der Bucht von San Francisco münden sollte. Entlang dem Buenaventura hätten sie dann mit relativ geringem Aufwand zum Rendezvous der Company in der Nähe des Salzsees gelangen können.
Aus den Reiseaufzeichnungen ist keine nähere Erkundung der Flüsse in Ost-West-Richtung zu entnehmen, was darauf hindeutet, dass Smith wegen seiner guten Kenntnisse der westlichen Rocky Mountains nicht ernsthaft an den legendären Fluss glaubte, sondern damit rechnete, weit nach Norden vorstoßen zu müssen.
Die Gruppe bestand aus 20 Männern, erfahren in der Wildnis, und ihr Anführer Jedediah Smith war der erfahrenste von ihnen, auch wenn er erst 29 Jahre alt war. Von San José brachen sie auf und brauchten wegen der großflächigen Niedermoor-Gebiete mehr als sechs Wochen für den Weg rund um die Bucht von San Francisco und das Sacramento-San Joaquin River Delta, bis sie am 12. Februar am Ost-Ufer des Sacramento Rivers standen, etwas südlich der heutigen kalifornischen Hauptstadt.

#### Sacramento River und Küstengebirge
Die nächsten zwei Monate zogen sie am Ostufer der Sacramento River entlang. Sie erkundeten die einmündenden Flüsse und Bäche und gingen auf Pelzjagd. Die Biberbestände waren nicht so ergiebig wie in den Rocky Mountains, aber interessant genug, dass die Reisegruppe nur langsam vorankam. Am 10. April verließen sie den Fluss ungefähr beim heutigen Ort Red Bluff. Der Sacramento bildet hier ausgedehnte Sümpfe, die sie mit den vielen Tieren nicht durchqueren konnten. Smith beschloss den Fluss zu überqueren und nach Nord-Westen zu ziehen.
Entlang dem in mehrere Arme gespaltenen Cottonwood Creek stiegen sie bergauf, und als auch dieser zu sumpfig wurde, zogen sie in derselben Richtung querfeldein, wobei sie im Gebiet der Klamath Mountains – ohne es zunächst zu merken – den Kamm des Gebirges überquerten. Am 17. April stießen sie auf den Trinity River, der nach Nord-West zum Pazifischen Ozean fließt. Kein Weißer hatte dieses Gebiet je betreten oder gar die Bergketten überschritten.
Der Trinity führte sie weiter und mündete in den Klamath River. Hier begegneten sie zum ersten Mal wieder Indianern von den Völkern der Hoopa und Yurok. Die Beziehungen waren friedlich, sie konnten mit den Indianern Handel treiben und tauschten besonders Fische, aber auch Biberpelze gegen ihre Glasperlen und bunten Stoffbänder ein.

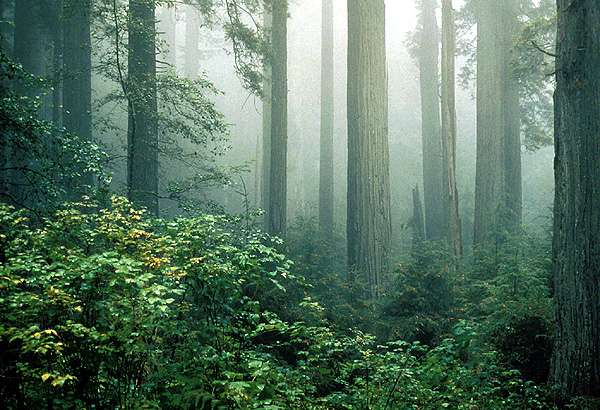
Nebel im Redwoodwald

Das Hauptproblem der Reisenden waren die dichten Wälder. Das Gebiet ist heute wegen der Küstenmammutbäume und der Wälder des Ökosystems Gemäßigter Regenwald als Redwood-Nationalpark ausgewiesen. Ein Teil ist nach dem ersten Weißen im Gebiet als Jedediah Smith Redwoods State Park benannt. Die 300 Pferde und Mulis stellten zwischen den steilen Hängen und den dichten Baumbeständen eine enorme Belastung dar. Fast täglich gingen mehrere in dem häufigen Nebel verloren, oft konnten sie wiedergefunden werden, aber nicht immer gelang das. Viele Tiere stürzten an den Felshängen, einige zu Tode, andere mussten wegen Knochenbrüchen getötet werden. Ein paar fielen in Jagdgruben der Indianer. Fast jeden Tag verzeichnete die Chronik Verluste. Die Gruppe kam auch nur langsam voran. Zwischen 1,5 und zwölf Meilen (2,5 bis 20 km) schätzten sie ihren täglichen Fortschritt, mit einem Schnitt etwas unter 6 Meilen (10 km).
Das Tagebuch wurde hier von Harrison G. Rogers geführt, einem der wenigen außer Smith, die des Schreibens mächtig waren. Seine Aufzeichnungen sind besonders detailliert, er achtete auf die Landschaft und die Bäume, verzeichnete jede Begegnung mit Indianern und notierte die tägliche Jagdbeute. Er vermutete korrekt, dass die zerklüftete Landschaft ihre Entstehung Erdbeben verdankt, auch wenn er weder die Geologie Nordkaliforniens noch die Grundsätze der Plattentektonik kennen konnte. Er erwähnte besonders dicke Bäume, die er als cedars bezeichnet, ihm fiel aber nicht auf, dass die nur hier vorkommenden Küstenmammutbäume nicht nur auffallend dick waren, sondern mit über 100 Metern auch die höchsten Bäume der Welt.

#### An der Pazifikküste
In der Nähe der Mündung des Klamath River erreichten sie die Pazifikküste und zogen an dieser entlang nach Norden über die heutige Grenze zum US-Bundesstaat Oregon. Hier trafen sie kaum noch auf Indianer. Sie ernährten sich von der Jagd und fingen wieder gelegentlich Biber. Am 2. Juli liefen die Verträge der Männer aus und Smith verlängerte ihre Anstellung zum Preis von einem Dollar pro Tag bis zum Erreichen der Pelzhandelsstationen am Columbia River. Einer der Jäger handelte einen Fixpreis von 200 Dollar aus, allerdings ab dem Aufbruch im mexikanischen Gebiet.
Die Küste wurde jetzt zu zerklüftet, die Gruppe wich etwas ins Landesinnere aus und zog dort nach Norden. Erst nach rund 100 Kilometern, am Coquille River, stießen sie wieder auf Indianer, die bei ihrem Anblick zumeist in Panik flohen. Am Fluss selbst verschreckte Smith eine Gruppe so sehr, dass sie ihre Kanus liegen ließen und zu Fuß flohen. Die Reisenden nutzten die Kanus, um über die breite Mündung des Coquille überzusetzen. Die Pferde und Mulis wurden ins Wasser getrieben und schwammen nebenher.
Nördlich des Kaps Arago stießen sie wieder auf eine kleine Gruppe Indianer, die Chinook Wawa sprachen, eine sich gerade entwickelnde Pidgin-Sprache, hervorgegangen aus den Chinook-Sprachen und im ganzen Nordwesten als lingua franca zwischen Indianern und weißen Pelzhändlern benutzt. Von ihnen erfuhren sie, dass sie nur noch zehn Tagesmärsche von Gebieten entfernt waren, die regelmäßig von den Pelzhändlern aus Fort Vancouver besucht wurden. Das Ende ihrer Reise schien nahe.
Wenige Meilen später stießen sie am 10. Juli auf den südlichen Zipfel der Coos Bay. Sie kamen in ein Dorf mit rund 100 Indianern, die sich selbst Ka-Koosh nannten. Es kann sich um Coos oder Kusan gehandelt haben, möglicherweise auch Kuitsch, jedenfalls ein Volk der Yakonan-Sprachfamilie. Die Häuser des Dorfes waren stabil und aus gespaltenen Brettern gebaut, nicht mehr einfach aus Rindenabschnitten wie bei den südlichen Nachbarn.
Zunächst konnten sie erfolgreich Handel treiben; einer der Chinook-Sprecher diente als Dolmetscher. Sie tauschten Fisch, Beeren und essbare Muscheln sowie Biberpelze und ein paar wenige Fischotter- und Seeotter-Felle. Später kam es zu einem Konflikt: Ein Indianer schoss mit Pfeilen auf acht Pferde und Mulis, vier davon traf er tödlich. Als der Schaden bemerkt wurde, flüchteten die Dorfbewohner in die Wälder. Nur die beiden Dolmetscher blieben und versuchten zu erklären, dass die Tötungen auf einen einzelnen Indianer zurückgingen, der mit einem Handel unzufrieden gewesen sei. Die Stimmung war angespannt, denn erstmals seit Beginn ihrer Reise lebten die Indianer in so großen Dörfern, dass die zwanzig Weißen sich trotz ihrer Pferde und Waffen gegenüber der deutlichen Übermacht der Indianer verwundbar fühlten. Smith ließ den nächsten Fluss abseits des Indianerdorfes überqueren und achtete darauf, dass immer Jäger auf beiden Ufern zum Schutz der Karawane bereitstanden.
Ab dem Nordende der Coos-Bucht begleitete sie ein Indianer für zwei Tagesmärsche bis zu den Umpqua. An der Mündung des heutigen Umpqua Rivers trafen sie wieder auf ein großes Dorf mit 70–80 Einwohnern. Sie begannen einen erfolgreichen Handel, bis sie bemerkten, dass ein Umpqua eine Axt gestohlen hatte. Bevor er fliehen konnte, fesselten ihn die Weißen vor den Augen des ganzen Dorfes. Smith und andere bedrohten ihn mit ihren Gewehren und verhörten ihn. Als die Axt sich in dem vom Gefangenen benannten Versteck wiederfand, entspannte sich die Stimmung etwas.
Die Umpqua gaben Smith eine Wegempfehlung. Er solle nicht an der Küste bleiben, sondern den Umpqua River flussaufwärts ziehen, sich nördlich halten und eine Hügelkette übersteigen. Dahinter fände er den Coast-Arm des Willamette Rivers, der sie in bekanntes Gebiet und schließlich nach Fort Vancouver bringen werde. Die Entfernung bis zum Coast-Arm solle nur 15–20 Meilen betragen. Die Beschreibung stimmte, aber die Distanz ist selbst in der Luftlinie beinahe viermal so groß.
Am frühen Morgen des 13. Juli brach Smith mit einem weiteren Mann in einem Kanu auf, um den Weg entlang des Umpqua zu erkunden. Bei ihrer Rückkehr fanden sie das Lager zerstört und alle Männer erschlagen. Sie sprangen sofort in das Kanu zurück und flohen flussaufwärts, schlugen sich ohne weitere Ausrüstung, als sie für die kleine Erkundungsfahrt am Mann trugen, über den geplanten Weg zum Willamette River durch und von dort entlang dem Willamette Valley zum Fort Vancouver. Wegen der wesentlich weiteren als zunächst angenommenen Entfernung trafen sie dort erst am 10. August ein. Zu ihrer Überraschung trafen sie dort einen weiteren ihrer Reisegefährten, Arthur Black, der zwei Tage zuvor eingetroffen war.
Dieser hatte den ersten Angriff überlebt, drei Indianer abgeschüttelt und war in die Büsche geflüchtet. Als er sah, dass seine Kameraden keine Chance hatten, blieb er in seinem Versteck und machte sich zu Fuß nahe der Küste nach Norden auf. Ohne jegliche Ausrüstung lebte er einige Tage von Beeren und bat schließlich Indianer vom Volk der Tillamook um Hilfe. Diese standen im regelmäßigen Kontakt mit den englischen Pelzjägern und -händlern, gaben ihm Nahrung und führten ihn zum Stützpunkt der Hudson’s Bay Company nach Fort Vancouver.

### Bei der Hudson’s Bay Company

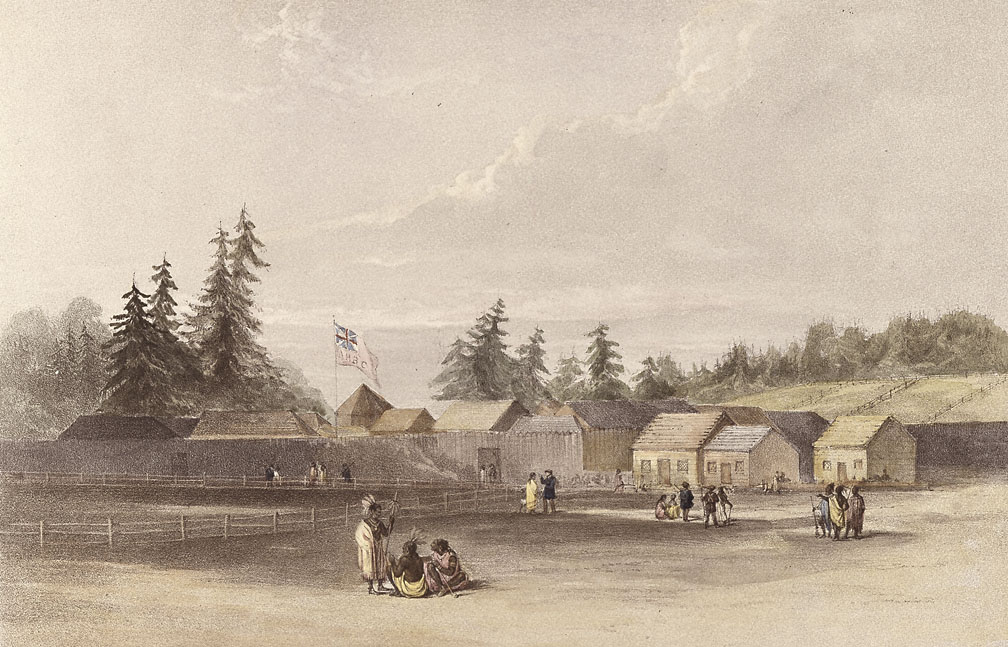
Fort Vancouver, 1845

Der Leiter von Fort Vancouver, Doktor McLoughlin, und der Führer seiner Pelzhändler, Alexander McLeod, waren zutiefst besorgt über die Vorgänge, da auch die Sicherheit ihrer Leute von einem friedlichen Verhältnis mit den Indianern abhing. Smith verlangte einen Rachefeldzug gegen die Mörder, konnte sich aber nicht durchsetzen.
McLoughlin und McLeod ließen ihre Beziehungen zu den Völkern der Region spielen. Sie gaben großzügige Belohnungen an die Indianer, die Arthur Black geholfen hatten, und versuchten die Vorgänge aufzuklären.
Über den Hergang der Ereignisse zwischen dem Aufbruch von Smith und dem Angriff der Umpqua kursierten verschiedene Versionen. Der Umpqua, der am Tag zuvor wegen des Diebstahls der Axt bedroht worden war, sei ein angesehener Krieger gewesen und habe sofortige Rache für die erlittene Beleidigung verlangt. Er sei aber von einem höherrangigen Häuptling überstimmt worden. Trotzdem sei die Stimmung im Dorf aufgeheizt gewesen. Der Umpqua-Häuptling berichtete weiter, dass Harrison Rogers in Smiths Abwesenheit Indianer des mit den Umpqua verwandten Volkes der Keliwatset in das Lager eingeladen habe. Ein Unterhäuptling habe versucht, eines der Pferde zu besteigen, um von den Weißen die Kunst des Reitens abzuschauen. Er sei von einem der Jäger mit dem Gewehr bedroht worden, was der Anlass für den spontanen Kampf gewesen sei. Black bestätigte den Versuch des Reitens, bestritt aber die erneute Bedrohung eines hochrangigen Indianers.
Außerdem brachten die Umpqua vor, dass die Amerikaner sich als die künftigen Herren des Landes bezeichnet hätten, die die Engländer aus der Region verdrängen und den Handel mit den Indianern an sich ziehen würden. Ob dieser Satz überhaupt gefallen oder erfunden worden war, um die Engländer gegen die Amerikaner einzunehmen, ließ sich nicht aufklären. Als Smith von der Aussage erfuhr, hielt er es für möglich, dass die als Dolmetscher engagierten Indianer der südlichen Völker sich mit der Macht der Amerikaner gegen die Umpqua brüsten wollten, er und die Leiter seiner Gruppe hätten keine derartige Aussage gemacht.
Zwei Jahre später veröffentlichte Dr. McLoughlin eine weitere Version, die zunächst keinen Eingang in die offiziellen Berichte gefunden hatte. Demnach wären nicht nur Indianer, sondern auch ihre Frauen in das Camp eingeladen worden und Rogers hätte versucht, eine Indianerin in sein Zelt zu zwingen. Als ihr Bruder sie verteidigen wollte, habe Rogers ihn niedergeschlagen und das habe den sofortigen Angriff ausgelöst. Smith hielt diese Version für sehr unwahrscheinlich, und auch frühere Einträge Rogers in das Reisetagebuch lassen erkennen, dass er nicht an sexuellen Beziehungen mit Indianerinnen interessiert war.
Während Smith und die beiden anderen Überlebenden seiner Gruppe mit den Männern der Hudson’s Bay Company gemeinsam zur Herbstkampagne aufbrachen, kamen im Laufe des Septembers weitere Nachrichten. Die Umpqua zeigten sich sehr freundlich gegenüber den Engländern, schoben alle Schuld auf die Keliwatset und waren bereit, die Pferde und Felle Smiths zurückzugeben, die bei Angehörigen ihres Volkes gelandet waren. Im Laufe der nächsten Wochen trafen weitere Botschaften verschiedener Völker und Dörfer ein. Das Eigentum der Weißen war über die ganze Region zerstreut worden, aber die Beziehungen zu den Engländern waren so gut, dass große Teile wiederbeschafft werden konnten. Insgesamt konnten bis kurz vor Weihnachten 1828 fast 700 Felle von Bibern, See- und Fischottern, 39 Pferde und Mulis, 4 metallene Kessel, eine größere Zahl von Biberfallen und sonstige Ausrüstung sowie nicht zuletzt große Teile des Reisetagebuchs und Smiths selbstgezeichnete Landkarten gerettet werden. Die Hudson’s Bay Company nahm von Smith keine Entschädigung für ihren Aufwand an.
Smith hatte zunächst gehofft, trotz der fortgeschrittenen Jahreszeit schnell zu den Jägern seines eigenen Unternehmens in den Rocky Mountains stoßen zu können, aber der Winter begann früh, so dass er festsaß. Der zufällig in Fort Vancouver eingetroffene Leiter der Hudson’s Bay Company, Gouverneur George Simpson, der am Schicksal Smiths und seiner Leute großen Anteil nahm, machte ihm ein gutes Angebot für seine geretteten Pelze und Pferde, so dass Smith in finanzieller Hinsicht keine Katastrophe erlitt. Er beschloss also, den Winter in Fort Vancouver zu verbringen und erst im nächsten Jahr zurückzukehren.

### Die Rückkehr

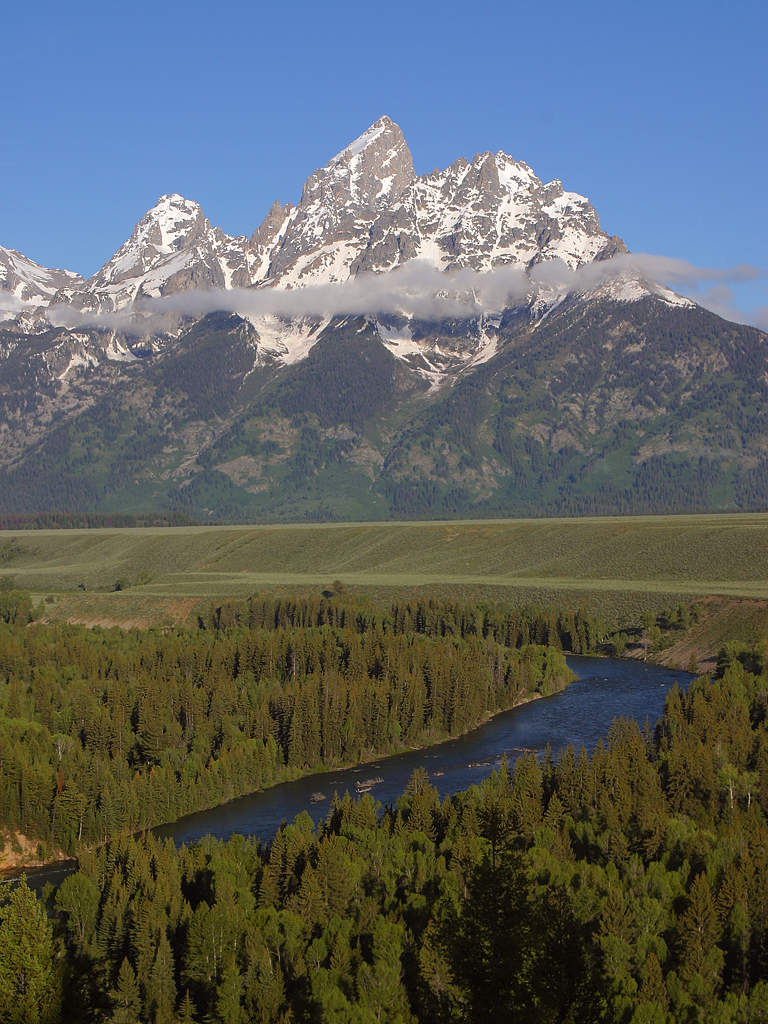
Teton Range über dem Snake River, Wyoming

Mitte März 1829 brach er schließlich auf und erreichte auf einer nördlichen Route, wie Lewis und Clark sie 1806 benutzt hatten, vermutlich über den Lolo Pass, das Gebiet um die Teton Range, wo er auf eine Gruppe seines eigenen Unternehmens traf. Smith, Jackson & Sublette hatte in Smiths Abwesenheit ein erfolgreiches Jahr gehabt, und knapp über 100 Jäger waren in kleinen Gruppen in den Rocky Mountains unterwegs.
Jedediah Smith wurde herzlich willkommen geheißen und verbrachte die komplette Saison 1829 auf der Jagd. Die Jäger des Unternehmens drangen in diesem Jahr unter seiner Führung weiter nach Nordwesten vor, in ein Gebiet, dessen Biberbestände bisher nicht im großen Stil bejagt worden waren, weil die Blackfoot-Indianer als das gefährlichste Volk des Westens galten. Fast die ganze Saison konnten Kämpfe vermieden werden, erst im November griffen die Blackfoot eine kleine Jägergruppe an und töteten zwei Männer.
Den besonders harten Winter verbrachte Smith in einem vorgeschobenen Camp am Powder River. Smiths Tagebücher aus dieser Zeit sind voll melancholischer Bemerkungen. Er schreibt über die Gefährten, die neben ihm den Tod gefunden hatten, und über seine Beweggründe, trotzdem in die Wildnis zu ziehen. Im April setzten sie trotz des Angriffs im Vorjahr die Jagd im Kern des Blackfoot-Gebietes fort. Die rasche Schneeschmelze ließ die Flüsse stark anschwellen, und an einem südlichen Zufluss des Yellowstone verloren die Jäger um Smith beim Überqueren 30 Pferde und – was noch schlimmer war – 300 Biberfallen. Nur mit Glück kam kein Mann ums Leben.
In St. Louis hatten sich inzwischen die Bedingungen des Pelzhandels geändert. Seit 1826 hatte die bisher nur rund um die Großen Seen operierende, kapitalstarke American Fur Company von Johann Jakob Astor ihr Geschäftsgebiet nach Westen erweitert. Sie kaufte die Missouri Fur Company und das Handelshaus Pratte & Co der Familie Couteaux und drang vom Oberlauf des Missouri River in die Rocky Mountains vor. Erstmals erwuchs Smith, Jackson & Sublette Konkurrenz.
Auf dem Rendezvous von 1830, östlich der Wind River Range, zogen die Gesellschafter Jedediah Smith, David Jackson und William Sublette Bilanz: Sie hatten mehrere finanziell erfolgreiche Jahre gehabt und konnten nach dieser Saison nicht nur die letzten Verbindlichkeiten aus dem Kauf des Unternehmens und der Versorgung ihrer Jäger in den Bergen begleichen, sondern hatten auch ein beachtliches Vermögen verdient. Mit der neuen Konkurrenz würde das Geschäft erheblich schwieriger werden. Am 4. August 1830 verkauften sie ihr Unternehmen, das ab jetzt Rocky Mountain Fur Company genannt wurde, an ihre Kollegen Jim Bridger, Tom Fitzpatrick, Milton Sublette (den Bruder von William), Henry Freab und Baptiste Gervais. Der Kaufpreis betrug 16.000 Dollar, zahlbar in bar bis zum 15. Juni 1831 oder in Biberpelzen zu 4,25 Dollar pro Stück. Außerdem blieb ihnen der Erlös aus dem Verkauf der diesjährigen Pelze, die sie mit nach St. Louis brachten. Die Saison erbrachte schließlich 84.500 Dollar, die höchste Summe, die je ein Unternehmen in St. Louis erzielte.

## St. Louis und Tod auf dem Santa Fe Trail
Mit 31 Jahren und durch den Verkaufserlös ein wohlhabender Mann kam Smith nach St. Louis zurück. Für etwa ein Jahr lebte er als Ruheständler und arbeitete an seinen Reiseaufzeichnungen mit dem Ziel einer Veröffentlichung. Seine Zeit in den Bergen war vorbei, die melancholische Stimmung des letzten Winters blieb. Ein junger Yankee namens J. J. Warner, dem ein Arzt empfohlen hatte, wegen seiner schwächlichen Konstitution in den Westen zu ziehen, suchte Smith auf und beschrieb ihn anschließend wie folgt:
Anstatt einen Lederstrumpf zu finden, traf ich einen wohlgeborenen, intelligenten und christlich gesinnten Gentleman, der meinen jugendlichen Drang und die freudige Erwartung für das Leben eines Trappers und Mountain Man zügelte, indem er mir mitteilte, dass, wenn ich in die Rocky Mountains gehen würde, die Chancen wesentlich höher wären, dass ich den Tod finden würde als die Wiederherstellung meiner Gesundheit, und falls ich ersterem entgehen und zweiteres erlangen würde, es wahrscheinlich wäre, dass ich für alles Leben verdorben wäre, das nicht dem Stil eines Halbwilden entspräche. Er sagte, dass er mehr als acht Jahre in den Bergen verbracht habe und er nicht wieder zurückkehren würde.
Smith fühlte sich für seine Familie verantwortlich und plante für zwei seiner Brüder ein Handelsgeschäft mit dem damals mexikanischen Santa Fe zu finanzieren. Die Geschäftsidee stammte vermutlich von William Sublette, der bereits zwei Jahre im Santa-Fe-Handel gearbeitet hatte und mit dem Kapital aus dem Verkauf des Pelzgeschäfts selbständig in den Überlandhandel einsteigen wollte.

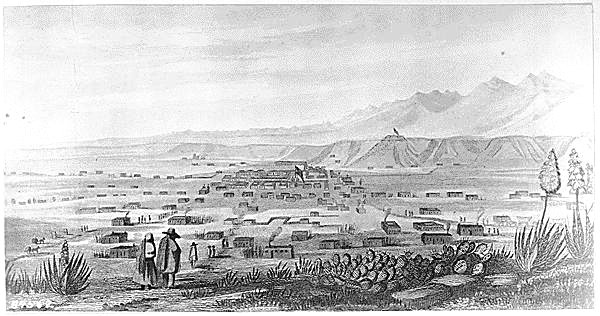
Santa Fe, Ansicht im Jahr 1846

Der Handel mit dem Norden Mexikos war gerade im Aufstreben, während das Pelzgeschäft in den letzten Zügen lag. Die Biberbestände waren durch die starke Bejagung deutlich zurückgegangen, und wenn die Weißen in bislang unbekannte Gebiete der Indianer vordrangen, kam es immer häufiger zu Konflikten. Bridger, Fitzpatrick und die anderen Partner konnten das Unternehmen nur noch bis 1834 halten, danach lohnte es sich nicht mehr. Anders der Überlandhandel: In den Vereinigten Staaten konnten viele Waren wesentlich günstiger oder in besserer Qualität hergestellt werden, als es in Mexiko möglich war. Importgüter aus Spanien konnten erst recht preislich nicht konkurrieren. Textilien standen an erster Stelle.
Ursprünglich wollte Smith seinen beiden Brüdern nur die Reise finanzieren und ihnen so einen Einstieg ins Geschäftsleben ermöglichen. Doch im Frühling 1831 beschlossen William Sublette, David Jackson und Smith wieder ein gemeinsames Unternehmen zu gründen und einen Wagenzug nach Santa Fe zu betreiben. Smith selbst schrieb, dass es ihm gar nicht so sehr um den Gewinn aus dem Geschäft ginge, sondern er für sein Buch über den Westen auch Santa Fe gesehen haben müsse.
Sie schlossen sich mit weiteren Geschäftsleuten zusammen und bemannten insgesamt 22 Planwagen mit 75 Personen. Zehn der Wagen gehörten Smith und seiner Familie, neun wurden von Jackson und Sublette gestellt, zwei brachten die Außenstehenden ein und einen kleinen Wagen finanzierten Smith, Jackson und Sublette gemeinsam. Bei diesem konnte die Hinterachse abgehängt und mit einer kleinen Kanone bestückt werden. Am 10. April verließen sie St. Louis, am 4. Mai erreichten sie Independence, den letzten Ort vor der Prärie.
Ihre Ausrüstung war exzellent, aber keiner von ihnen kannte die als Santa Fe Trail bekannte Route genau. Auch Sublette wusste nicht, wo die Wasserstellen zu finden waren, und so wurde die Reise sehr beschwerlich. Zudem war der Sommer 1831 besonders heiß und trocken. Einer der angestellten Helfer wurde bei der Jagd auf Gabelböcke von Pawnees erschlagen, ansonsten kamen sie trotz aller Probleme gut voran. Smith wird beschrieben als derjenige, der die Moral hochhielt und die Männer motivierte.

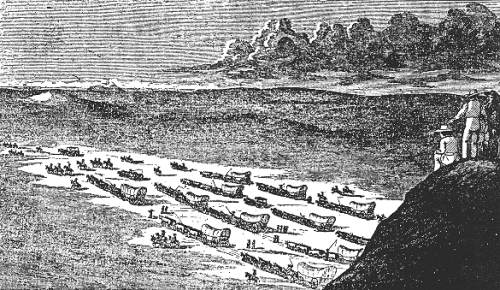
Planwagenzug auf dem Santa Fe Trail

Vom Arkansas River, auf Höhe des späteren Dodge City, bogen sie auf der Cimarron Route nach Südwesten zum Cimarron River und durch die gleichnamige Wüste ab. Sie fanden kaum Wasser, einmal hatten die Menschen und die Ochsen als Zugtiere zwei Tage lang keine Möglichkeit zum Trinken. Am 27. Mai ging Smith am ausgetrockneten Nordarm des Cimarron Rivers südlich des heutigen Ulysses in Kansas auf einen Erkundungsritt auf der Suche nach einem Wasserloch, von dem er nicht mehr zurückkehrte. Seine Begleiter hielten ihn für tot, als er nicht am verabredeten Treffpunkt zu ihnen stieß, und zogen direkt nach Westen weiter, ohne nach Smith zu suchen oder auf ihn zu warten. Am 4. Juli 1831 trafen sie in Santa Fe ein und erfuhren hier vom Schicksal Smiths, als zufällig am selben Tag mehrere Mexikaner in die Stadt kamen und seine Waffen verkaufen wollten, die sie von Comanchen eingetauscht hatten.
Mehrere nicht ganz gleichlautende Berichte über die näheren Umstände seines Todes gehen angeblich auf eine Befragung der Comanchen zurück, sind aber vermutlich nur freie Ausschmückung. Demnach soll Smith in einem fast ausgetrockneten Flussbett sauberes Wasser gefunden und, während er selbst trank und sein Pferd tränkte, die Beobachtung der Umgebung vernachlässigt haben. Die Comanchen seien so nahegekommen, dass er nicht mehr fliehen konnte. Wie in jeder Wildwest-Geschichte habe Smith noch den Anführer der Indianer und mindestens einen weiteren erschossen; ob er selbst aber durch Speere, Pfeile oder eine Gewehrkugel starb, erzählen verschiedene Berichte jeweils unterschiedlich.

## Persönlichkeit
Jedediah Smith wird von Zeitgenossen und Biographen als Ausnahmeerscheinung unter den Mountain Men beschrieben. Seine Bildung hob ihn aus dem Kreis der Kollegen heraus. Während sie zumeist nicht des Lesens und Schreibens mächtig waren, führte Smith regelmäßig Tagebuch und notierte alle Ereignisse seiner Jagd-, Handels- und Entdeckungsreisen. Außerdem führte der gläubige Methodist stets eine Bibel bei sich und flocht häufig biblische Zitate in Gespräche und seine Aufzeichnungen. Bei größeren Treffen hielt er mehrfach Predigten und leitete ein gemeinsames Gebet. Seine Religiosität unter den überwiegend nicht an geistlichen Themen interessierten Mountain Men nahm zuweilen Züge an, die von Biographen als Besessenheit beschrieben wurden. Smiths melancholische Tagebuchaufzeichnungen und Briefe werden als Ausdruck drückender Schuld vor Gott interpretiert.
Auch in seinem Äußeren unterschied er sich von den meisten Trappern. Er kleidete sich überwiegend europäisch, nur sein indianisches Jagdhemd aus leichtem Leder hatte er mit den Kollegen gemein, die ihre Kleidung zumeist den indianischen Sitten angepasst hatten. Mit sechs Fuß (entspricht 1,83 m) groß gewachsen, legte er Wert auf Sauberkeit, badete bei jeder Gelegenheit und führte auch in der Wildnis ein Kästchen mit Rasierutensilien und einem Spiegel mit. Nur in Notlagen verzichtete er auf die Rasur.
Seinen Zeitgenossen fielen Smiths Umgangsformen und sein Verhalten gegenüber den Indianern auf. Nie fluchte er, rauchte nicht, trank nur selten und mäßig Alkohol, und während die meisten Trapper mit indianischen Frauen, oft auch mehreren, zusammenlebten, gibt es keine Hinweise auf Beziehungen Smiths zu Indianerinnen.

## Veröffentlichungen
1840 scheiterte ein erster Versuch, eine Bearbeitung von Smiths Reiseaufzeichnungen als Buch herauszugeben, aus unbekannten Gründen. Teile der Originalaufzeichnungen gingen bei einem Feuer in St. Louis verloren. Das Manuskript über die Reise 1826/27 verblieb bei William Ashley als dem Testamentsvollstrecker Smiths, geriet in Vergessenheit und wurde erst 1967 zufällig in Ashleys Nachlass gefunden und der Historical Society of Missouri übergeben. Es wurde 1977 von George Brooks veröffentlicht. Zuvor hatte Harrison Dale die Bedeutung Jedediah Smiths erkannt und ab 1918 in mehreren Büchern herausgestellt. Daraufhin veröffentlichte Maurice Sullivan 1934 die erste Monographie, es folgte Harrison Dale 1941 mit seinem umfangreichsten Werk über Smith. Beide stützten sich auf erhaltene Teile des Manuskripts und der Tagebücher Smiths, anderer Teilnehmer seiner Reisen, amtliche Berichte und Erinnerungen von Zeitgenossen. Basierend auf diesen Werken entstanden in den folgenden Jahren weitere Biographien Jedediah Smiths, unter denen besonders die Bücher von Dale L. Morgan erwähnenswert sind. Dieser ermittelte 1954, wie groß der Einfluss war, den Smiths Berichte auf den Stand der Kartographie des amerikanischen Westens hatten.
Die Originale von Smiths Unterlagen liegen heute in der Bancroft Library der University of California in Berkeley, der Bibliothek der University of the Pacific in Stockton und in den Archiven der Missouri Historical Society in St. Louis.
Das Leben von Smith wurde zudem in jüngerer Zeit mehrfach verfilmt:
- Into the West – In den Westen, TV-Mini-Serie (12 Folgen), 2005, produziert von Steven Spielberg, Jedediah Smith wird dargestellt von Josh Brolin.
- Taming the Wild West: The Legend of Jedediah Smith, TV-Film, 2005 für den History Channel, Sean Galuszka spielt Jedediah Smith

## Bedeutung

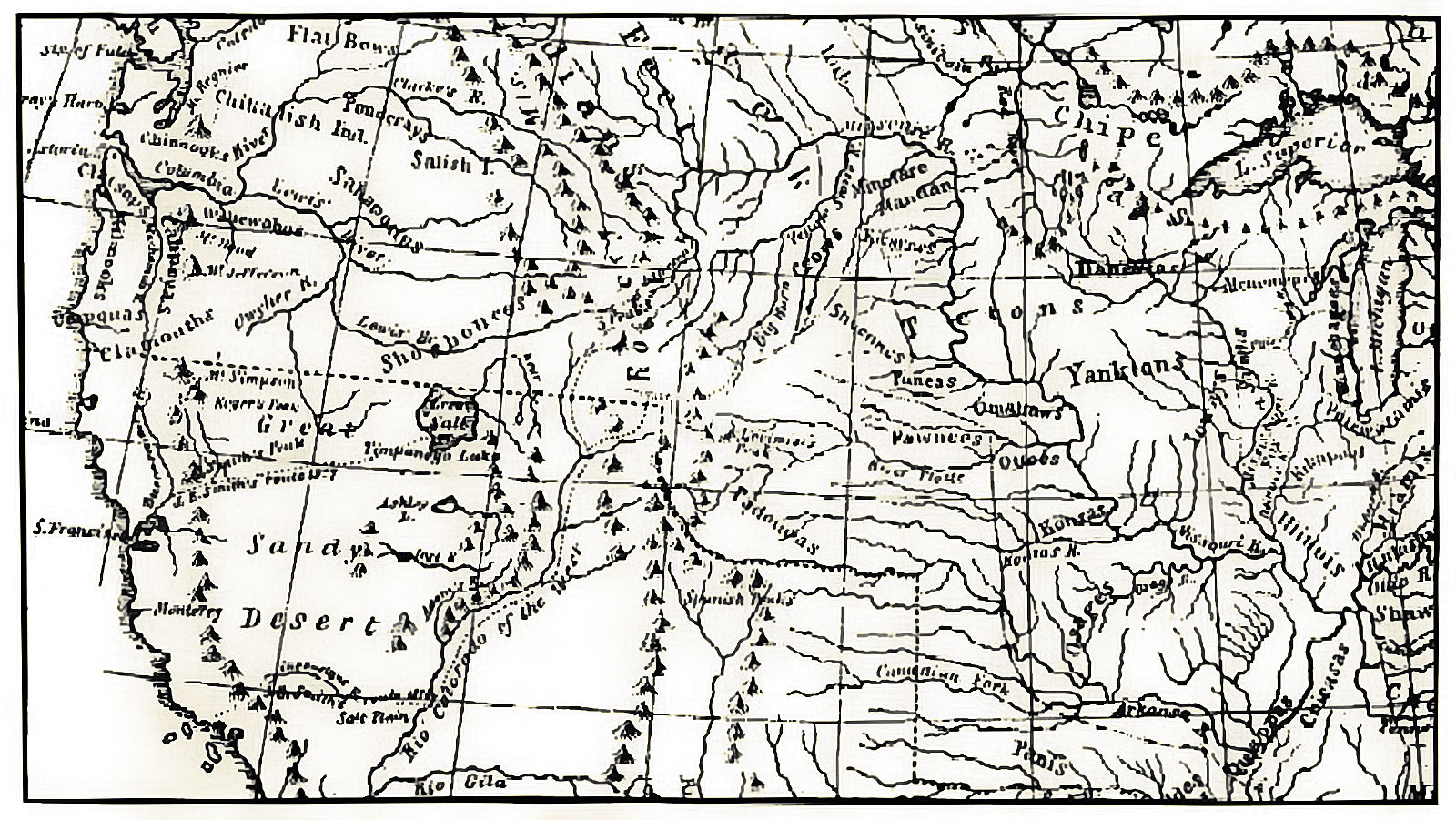
Die Karte von Albert Gallatin, 1836, mit den Indianervölkern des Westens geht wesentlich auf die Erkundungen Smiths zurück

Smiths historische Bedeutung ist vielfältig. Als Trapper und Pelzjäger gehörte er zu den Pionieren, die sich in den Westen wagten und Neuland entdeckten. In der ersten Generation war er einer der wenigen, die ihre Erfahrungen in eigene Worte fassten. Als Pelzhändler leitete er die zeitweilig wichtigste amerikanische Company in ihrer erfolgreichsten Phase, während der sie mit der englischen Hudson’s Bay Company mithalten konnte, er entwickelte die Methode des Rendezvous mit, baute den Handel mit den Indianern in den Rocky Mountains auf, erkundete als erster Weißer große Gebiete des damals noch mexikanischen, später amerikanischen Westens und wurde ein wohlhabender Mann, bevor er sich dem nächsten erfolgversprechenden Geschäftsfeld zuwandte.
Sein unmittelbarer Einfluss war vermutlich am größten in der Kartografie. Bevor Smith die Rocky Mountains überschritt, war der Westen zwischen dem englischen Gebiet am Columbia River und dem erst spanischen, dann mexikanischen Süden ein Weißer Fleck gewesen. Die Berge galten als unpassierbar, die Flüsse waren unbekannt und auch am Pazifik waren Entdecker seit den ersten Seefahrern wegen der flachen Küsten nur punktuell an Land gegangen. Smith führte die besten verfügbaren Karten seiner Zeit mit sich, sie erwiesen sich aber großteils als spekulativ und für die Orientierung völlig unbrauchbar. Deshalb zeichnete er seine Karten selbst. Nahezu täglich trug er Flussläufe, einzelne Berge und Bergketten, Wüsten, Seen, Buchten und andere Merkmale in die mitgebrachten Karten ein. Mit den aus dem Umpqua-Überfall geretteten Aufzeichnungen begannen Smith und Jackson nach ihrer Rückkehr eine Karte aller von ihnen bereisten Gebiete zu entwerfen. Smith stellte seine Erkenntnisse bereitwillig anderen Kartographen zur Verfügung, und so existierten schon wenige Jahre später verlässliche Kartenwerke über Teile der Rocky Mountains, der Wüsten des Westens und Südwestens und das Küstengebirge von Kalifornien bis Oregon.
Erst in jüngerer Zeit wird Smith für die literarische Qualität seiner Reiseberichte gewürdigt, die voll emotionaler Schilderungen sind. Vielleicht war er derjenige der Mountain Men, der am meisten die Wildnis und das Unbekannte suchte und zumindest in seinen depressiven Phasen genau erkannte, dass er der Zivilisation nicht entkommen konnte, sondern sogar dazu beitrug, sie in die unberührten Gebiete zu verbreiten.
An substanzieller Kritik wird gegen Smith vorgebracht, dass er mit seinen Expeditionen in neue Jagdgebiete zwar bedeutende Erkundungen gemacht habe, er aber, seit er Partner und Leiter des Unternehmens geworden war, keinerlei wirtschaftliche Erträge mehr einbrachte. Er hatte mehr Todesfälle in seinen Trapper-Einheiten zu verzeichnen als jeder andere captain, war mit dem Angriff der Arikaree 1823, dem Massaker bei den Mohave 1827 und dem Überfall der Umpqua 1828 bei den drei verlustreichsten Kämpfen aller Trapper mit Indianern beteiligt und war Leiter der Trapper bei zwei von ihnen. Dies wird ihm von Don Berry nicht als Zeichen von Inkompetenz ausgelegt, Smiths Leben habe lediglich „unter einem schlechten Stern gestanden.“ Smith, Jackson & Sublette habe durch die Trapper unter der Leitung von David E. Jackson floriert, dieser sei der eigentliche „Trapper par excellence“.

## Zitate
- Über die Ziele seiner ersten Reise in den Südwesten 1826/27 schrieb Smith, dass er Bibergebiete finden wolle, die denen am Missouri ebenbürtig wären, aber auch: „Ich wollte der erste sein, der ein Land sieht, in das noch kein Auge eines weißen Mannes geschaut hatte, und dem Verlauf eines Flusses folgen, der durch ein neues Land fließt.“[40]
- Als Smith in einem seiner ersten Jahre in den Rocky Mountains ein Dorf der Blackfoot erreichte, die bisher weder Weiße Männer noch Pferde gesehen hatten, geriet das ganze Dorf in Panik, ein Mädchen starb vor Schreck. Smith erinnerte sich später an den Vorfall mit den Worten: „Kann es sein, dass wir, die wir uns Christen nennen, so furchterregende Unmenschen sind, dass wir arme Wilde buchstäblich zu Tode erschrecken können?“[41]
- In einer seiner melancholischen Perioden 1829 schrieb Smith an seinen Bruder Ralph: „Dass ich denen in Not helfen kann, ist der Grund, weshalb ich mich den Gefahren stelle. Es ist der Grund, weshalb ich die Berge und den ewigen Schnee überquere. Es ist der Grund, weshalb ich sandige Ebenen durchziehe, in der Sommerhitze, dürstend nach Wasser, um meinen überhitzten Körper zu kühlen. Es ist der Grund, weshalb ich tagelang ohne Essen reise, und schon ziemlich zufrieden bin, wenn ich ein paar Wurzeln oder Schnecken sammeln kann, und noch zufriedener, wenn wir uns ein Stück Pferdefleisch leisten können oder einen guten gebratenen Hund und vor allen Dingen ist es der Grund, weshalb ich mir die Vorzüge der Gesellschaft versage und die Vergnügen am Umgang mit meinen Freunden! Aber ich werde all diese Freuden aufrechnen, wenn einst der Allmächtige Herrscher mir das Privileg gewährt, mit meinen Freunden zusammenzukommen. Oh, mein Bruder, lass uns Ihm, dem Eigner aller Dinge, Rechenschaft ablegen und ihm einen angemessenen Anteil abgeben, den wir ihm schulden.“[42]

## Ehrungen
Nach Jedediah Smith sind benannt:
- Smith Valley, ein dünn besiedeltes Tal in Nevada.
- der kalifornische Jedediah Smith Redwoods State Park, heute Teil des Redwood-Nationalparks.
- der Smith River im Norden Kaliforniens, das größte unverbaute Flusssystem des Bundesstaates, sowie das Smith River National Recreation Area, ein Erholungsgebiet am Fluss, das besonders für den Angelsport entwickelt ist.
- der Mount Jedediah Smith, ein Berg in der Teton-Bergkette in Wyoming
- die Jedediah Smith Wilderness, ein Schutzgebiet in der Teton-Bergkette in Wyoming ohne jede menschliche Eingriffe unter der Verwaltung des US Forest Service
- der Jedediah Smith Memorial Trail (auch als American River Trail bekannt) ein Wander-, Reit und Mountainbiketrail, verläuft in Nordkalifornien 30 Meilen (50 km) am American River vom Folsom Damm bei Folsom bis Sacramento.
- die Jedediah Smith Society, ein Verein zur Erforschung des Lebens von Smith, angesiedelt an der University of the Pacific in Stockton, Kalifornien.

Vor dem Rathaus in San Dimas, Los Angeles County, Kalifornien, steht eine Statue Smiths.
In den Filmen Nachts im Museum, Nachts im Museum 2 und Nachts im Museum 3 verkörpert Owen Wilson den Jedediah Smith.